# Acartia tumida
Acartia tumida är en kräftdjursart som beskrevs av Willey 1920. Acartia tumida ingår i släktet Acartia och familjen Acartiidae. Inga underarter finns listade i Catalogue of Life.